# 白骨精
白骨精，又称白骨夫人、尸魔。中国古典神话小说《西游记》中的角色。“孙悟空三打白骨精”是中国妇孺皆知的故事。電視及電影上白骨精多以白色的骷髏骨型態出現。

## 三打白骨精

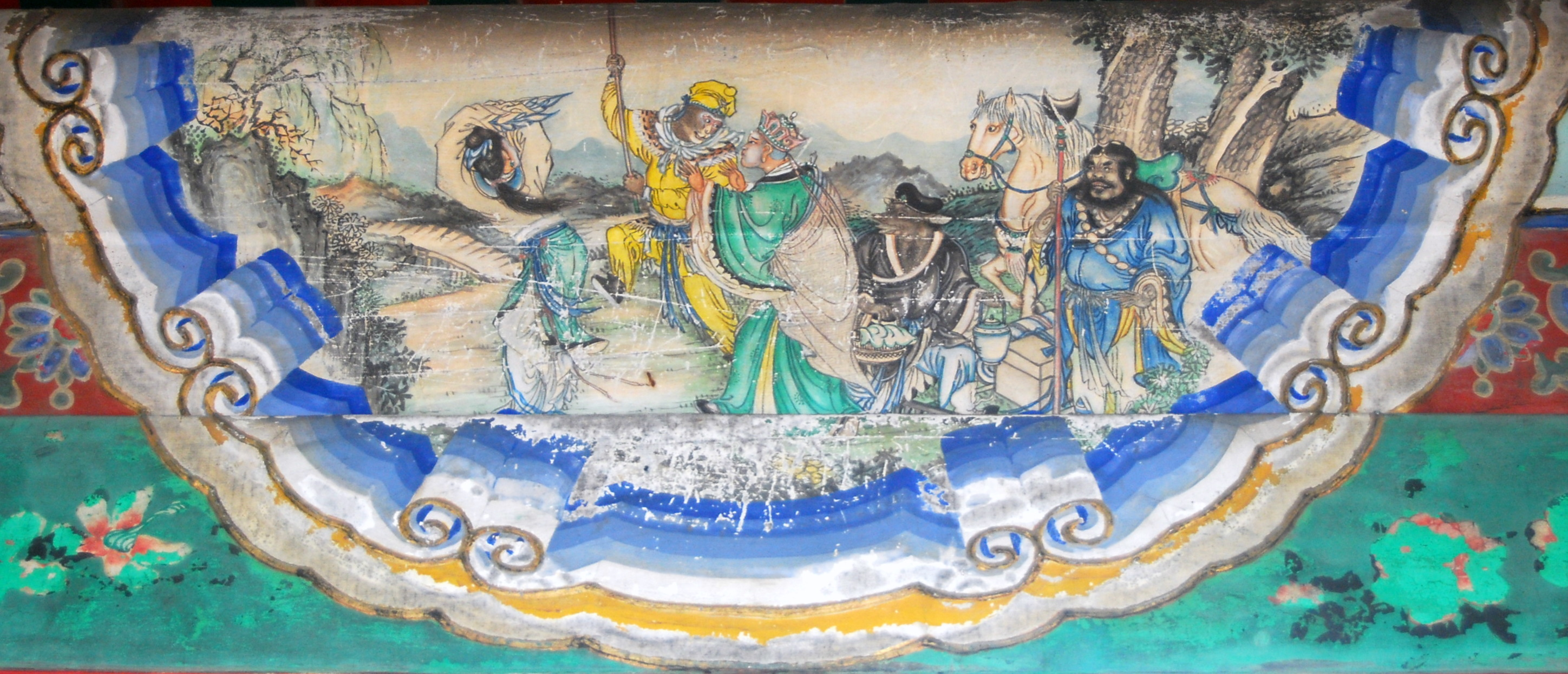
孙悟空一打白骨精(颐和园长廊彩绘)

白骨精出現於《西游记》第27回「屍魔三戲唐三藏  聖僧恨逐美猴王」。唐僧师徒為了取经，從西天走到白虎岭，唐僧疲惫下马休息。因为四周没有人家，孙悟空只发现很远的地方有桃子可以摘。
白骨精发现了唐僧，想吃他的肉长生不老。于是变成一个去给丈夫送饭的少妇来到唐僧处，想骗走唐僧。这时被孙悟空回来看见，他用火眼金睛看出这是白骨精变的，于是一棒打死。但是白骨精用解尸法留下一具尸体跑了。唐僧责怪孙悟空打死人，他和猪八戒都不相信他打死了妖怪。于是唐僧念起紧箍咒，孙悟空只好求饶。

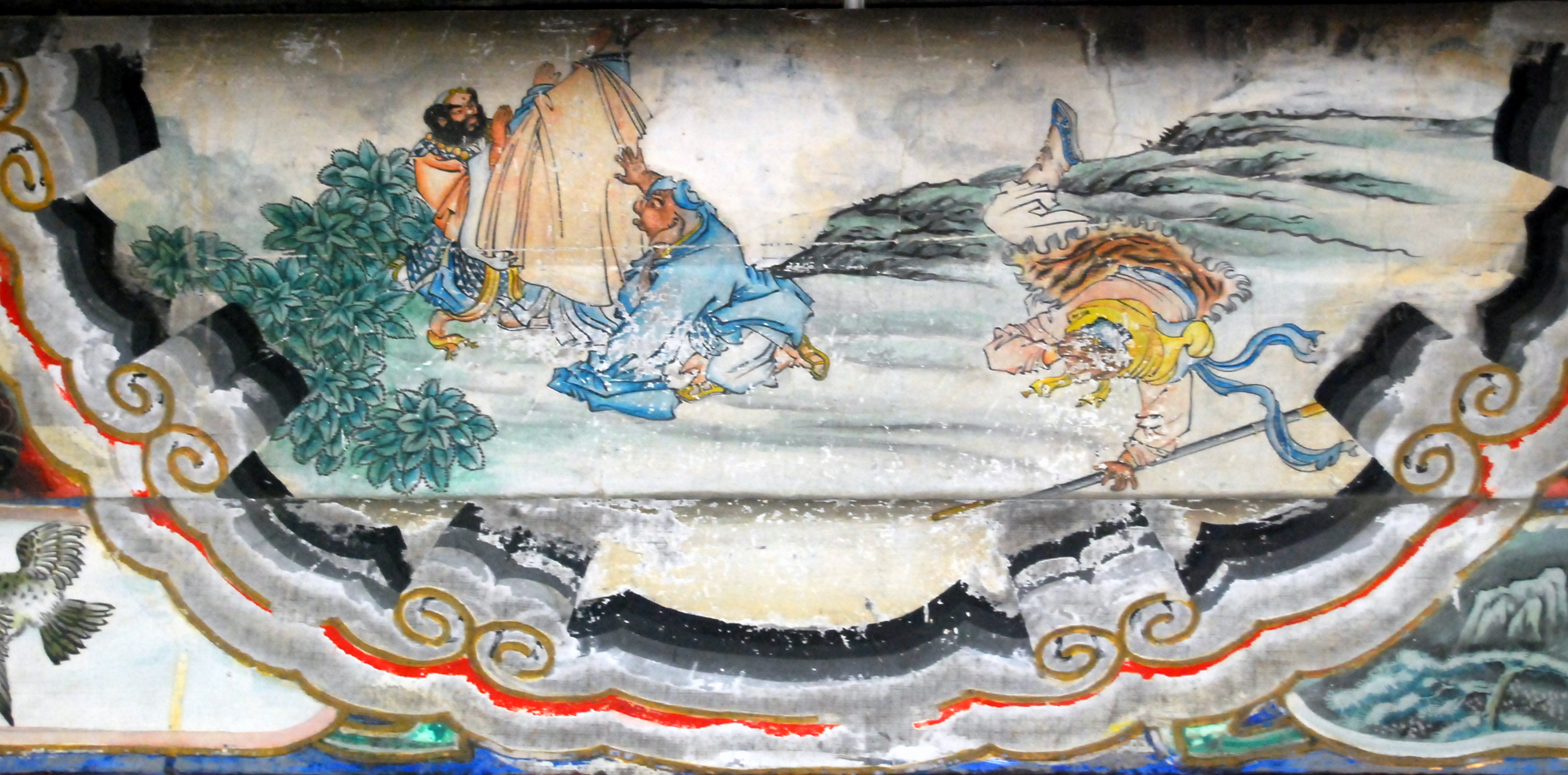
颐和园长廊彩绘中的三打白骨精情节：唐僧念紧箍咒，疼的孙悟空满地打滚，沙僧和猪八戒在求情

师徒四人再次上路后，白骨精又变成一个老太婆，声称他们打死的是她的女儿，但是又被孙悟空识破一棒打死，白骨精又留下一具假尸跑了。但是唐僧却不相信那是妖精，于是又念起紧箍咒，孙悟空疼的满地打滚，在猪八戒和沙僧的求情下才饶了孙悟空。

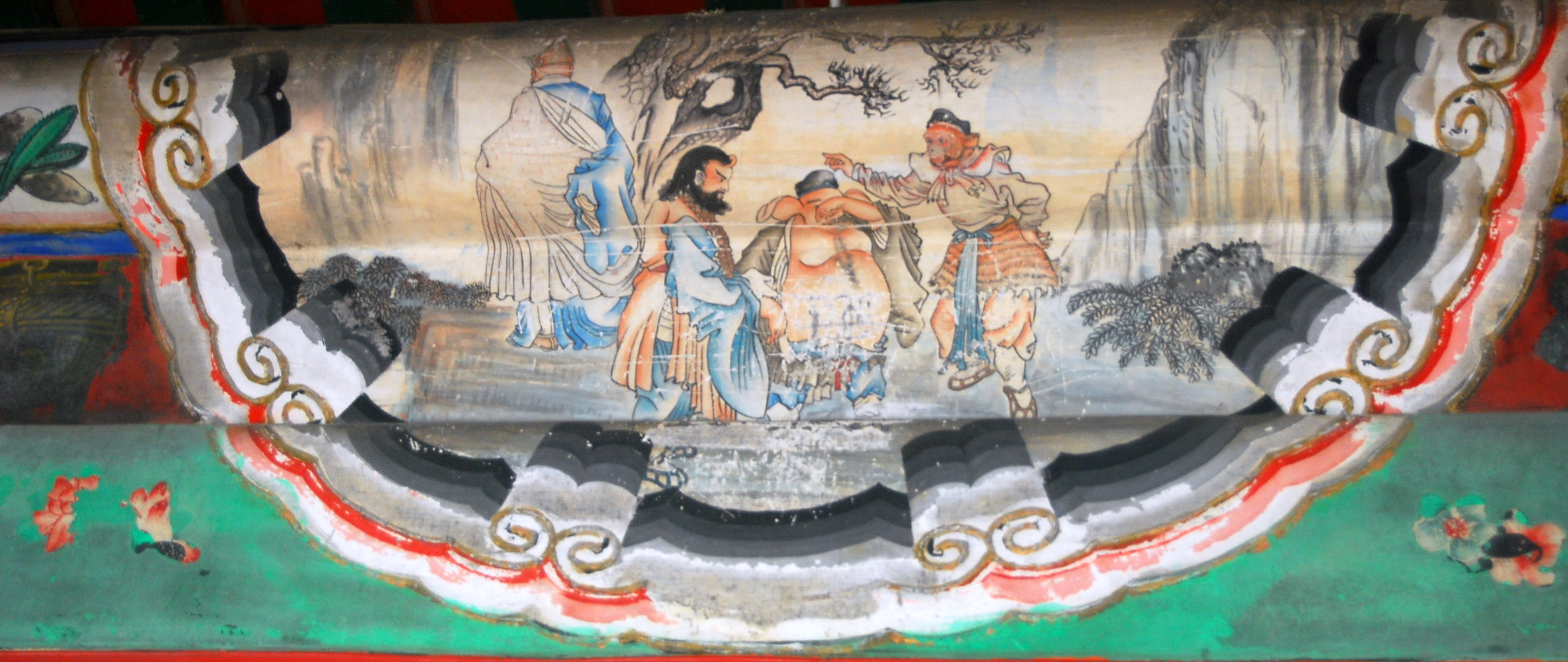
颐和园长廊彩绘中的三打白骨精情节：唐僧赶走孙悟空，孙悟空让两位师弟保护好师傅

但是白骨精仍然不甘心，又变作一个老公公，声称他们打死了他的老伴和女儿，又被孙悟空识破，一棒打死並現出白骨骷髏的原形，上頭刻有“白骨夫人”四字。虽然透过孙悟空的解释，唐僧相信孙悟空的解释，但是由于猪八戒从中作梗，声称孙悟空为了使唐僧不念紧箍咒，故意把打死的人变化成白骨，以此来骗唐僧。导致唐僧坚决不相信孙悟空打死的是妖精，决意让孙悟空离开。孙悟空没有办法，只好依依不舍返回花果山，并叮嘱猪八戒和沙僧要照顾好唐僧。
唐僧随后被黃袍怪抓走拿去吃。猪八戒和沙僧两人无法救出唐僧，连忙去把孙悟空从花果山叫回。三徒弟团圆之后保住了唐僧。

## 相關
- 中國妖怪列表